# Frank Vosper
Pour les articles homonymes, voir Vosper.
Frank Vosper est un acteur, scénariste et dramaturge britannique, né le 15 décembre 1899 à Londres (Angleterre) et mort en mer le 6 mars 1937.

## Biographie
Le 6 mars 1937, Frank Vosper monte à bord du paquebot Paris reliant les États-Unis à la France et disparait au cours d'une fête organisée le dernier jour de la traversée par Miss Grande-Bretagne 1936. Il serait tombé par-dessus bord accidentellement, même si certaines personnes pensent qu'il se serait suicidé pour une histoire d'amour.

## Théâtre
- 1927 : Spellbound
- 1929 : Murder on the Second Floor (en)
- 1929 : People Like Us
- 1936 : Love from a Stranger, adaption de la nouvelle Philomel Cottage d'Agatha Christie

## Filmographie

### Comme acteur
- 1926 : Mon cœur aux enchères (Blinkeyes) de George Pearson : Seymour
- 1926 : The Woman Juror (en), court métrage de Milton Rosmer : Morgan
- 1929 : The Last Post (en) de Dinah Shurey : Paul
- 1932 : Rome Express de Walter Forde : M. Jolif
- 1933 : Strange Evidence (en) de Robert Milton : Andrew Relf
- 1934 : Blind Justice (en) de Bernard Vorhaus : Dick Cheriton
- 1934 : Le Chant du Danube d'Alfred Hitchcock : Prince Gustav
- 1934 : Red Ensign de Michael Powell : Lord Dean
- 1934 : Le Juif Süss de Lothar Mendes : Duc Charles Alexandre
- 1934 : L'homme qui en savait trop d'Alfred Hitchcock : Ramon
- 1934 : Open All Night (en) de George Pearson : Anton
- 1935 : Royal Cavalcade, film collectif : Capitaine Robert Falcon Scott
- 1935 : Dick Turpin (en) de Victor Hanbury et John Stafford : Tom King
- 1935 : Kœnigsmark de Maurice Tourneur : Major Baron de Boise
- 1936 : Spy of Napoleon de Maurice Elvey : Napoléon III
- 1936 : Le Secret de Stamboul (en) (Secret of Stamboul) d'Andrew Marton : Kazdim
- 1936 : Heart's Desire de Paul Ludwig Stein : Van Straaten

### Comme scénariste
- 1932 : Murder on the Second Floor (en) de William C. McGann (pièce originale)
- 1932 : Rome Express de Walter Forde
- 1933 : No Funny Business de Victor Hanbury et John Stafford
- 1933 : On Secret Service (en) d'Arthur B. Woods
- 1937 : L'Étrange visiteur de Rowland V. Lee (pièce originale)
- 1939 : Murder on the Second Floor, téléfilm (pièce originale)
- 1941 : Shadows on the Stairs (en) de D. Ross Lederman (pièce originale)
- 1947 : L'Amour d'un inconnu de Richard Whorf (pièce originale)
- 1967 : Ein Fremder klopft an, téléfilm de Kurt Früh (pièce originale)